# Haliart (Beòcia)

Situació d'Haliart a Beòcia

Haliart (en grec, Άίαρτος, Άλίαρτος) era una antiga ciutat de Beòcia i una de les ciutats de la Lliga Beòcia. Segons la mitologia grega, la va fundar Haliart, fill de Tersandre. Apareix anomenada al "Catàleg de les naus", de la Ilíada, referit a una de les ciutats de Beòcia de les que va sortir el contingent dels beocis que es dirigien cap a Troia. Estava situada en un turó connectat amb els estreps meridionals del mont Leibetri, a la riba sud del llac Copais, prop dels rius Permesos (o Termesos, segons Pausànies) i Olmeu, que feien el seu curs al voltant del mont Helicó, sense arribar al llac Copais.
L'exèrcit aquemènida de Xerxes I la va incendiar durant l'expedició contra Grècia de l'any 480 aC, durant la qual Haliart va ser l'única ciutat beòcia que es va mantenir com aliada d'Atenes. Anys després, en la Guerra del Peloponès va ser una de les ciutats beòcies que lluitaren contra els atenesos, l'any 424 aC, en la Batalla de Deli.
L'any 395 aC estava unida amb Coronea i Levàdia formant un dels districtes que subministrava magistrats a la Lliga Beòcia. Entre les tres ciutats proporcionaven un beotarca. A Haliart tingué lloc la batalla d'Haliart l'any 395 aC entre els lacedemonis comandats per Lisandre, d'una banda, i els tebans i atenesos, d'una altra. Lisandre va morir en l'atac contra la muralla d'Haliart, quan els seus defensors feien una sortida.
A la tercera Guerra Macedònica, Haliart era aliada del rei Perseu de Macedònia. Els romans la van saquejar i incendiar i la van lliurar als atenesos l'any 171 aC. Els seus habitants van ser venuts com a esclaus. SegonsTitus Livi, va ser el pretor romà, Espuri Lucreci, qui després de sotmetre-la a setge la va saquejar i abatre fins als fonaments.
Segons narra Pausànies, a Haliart hi havia el sepulcre de Lisandre, l'heròon de Cècrops, un santuari dedicat a les deesses Praxídiques i altres temples. A uns cinquanta estadis hi havia el mont Tilfosi i la font de Telfusa. Hi havia també la tradició segons la qual el mític endeví Tirèsias havia mort a Haliart. Una altra tradició hi situava els sepulcres de Radamantis i Alcmena.
L'acròpolis de l'antiga Haliart està localitzada a l'extrem occidental d'una petita localitat que ara s'anomena Alíartos i abans es deia Kastri, situada a uns vint quilòmetres de Tebes.
Un turó de nom Haliartos, se situa proper al llac Copais. El territori de la ciutat s'anomenà Haliàrtia.